# ناصریه بالا
روستای ناصریه بالا و پایین (رفسنجان) ، روستایی از توابع بخش مرکزی شهرستان رفسنجان در استان کرمان ایران است.روستای ناصریه از دو بخش تشکیل می‌شود، بخش قدیمی آن ناصریهٔ پایین  که قدمت آن به دوران قاجاریه و حتی پیش از آن ولی به طور دقیق مشخص نیست که در چه بازهٔ زمانی بنا شده است ولی از برج ها و نوع چینش ساختمان‌ها تا حدی می‌توان پی برد که در زمان خان خانی وجود داشته،روایت کرده‌اند اهالی به صورت تک خانواده می‌زیستند و مردم مشغول به زراعت و دامداری بوده اند،اکثر محصولات در اخر نصیب مالکان اصلی می‌شد،  کم کم مردم بنا به روایاتی به علت کمبود آب نقل مکان کردند و چیزی حدود 4کیلومتر بالاتر از مکان مذکور مهاجرت کردند بدین ترتیب ناصریهٔ بالا بنا شد و منتهی تا دههٔ 40 هنوز کشت و زرع در ناصریهٔ پایین انجام می‌شد، در آن زمان روستاها به صورت کدخدامنشی اداره می‌شد و کدخدای آن دوران مرحوم رضا عبدالهی (رضاقلی)بود که امر داوری روستاییان را بر عهده داشت.در بین مردم روستا شخص باسوادی وجود نداشت(دهه ی 1338) تا جایی که مردم برای نوشتن و خواندن نامه مجبور به مراجعه به جاهایی دیگر بودند لذا  شخصی بنام مرحوم کربلایی صادق فرخی(ابوی اکبرفرخی)با مشورت بزرگان روستا از روستایی دیگر ملایی را بنام ملاهدایت ذاکری وارد این روستا می‌کند عده‌ای از اهالی فرزندان خود را برای یادگیری به مکتب می‌فرستند که انگشت شمارند از آن جمله می‌توان اکبرفرخی، عباس عبدالهی، علی بمی ناصریه، حسین اسماعیلی، حسین رضایی نام برد  و پس از آن با ورود سپاهیان دانش به روستاها آموزش کلاسیک شروع شد.در بحث زراعت با وجود اصلاحات ارضی سیفی کاری جای خود را به پسته کاری و ایجاد باغات پسته داد که اکثر آنها در ناصریهٔ بالا ایجاد شد و این روال پس از انقلاب توسعه یافت و زندگی مردم از وضعیت قدیمی درآمد و مدرن شد، بطوریکه هم اکنون در این روستا آب، برق، گاز، تلفن و خانهٔ بهداشت و سایر مایحتاج فراهم است و هم اکنون باتوجه با قرار گرفتن این روستا در مجاورت اتوبان کرمان_رفسنجان و مسیر درهٔ زیبای راگه گردشگران زیادی را از شهرها و حتی از کشورهای مختلف به سوی خود جذب می‌نماید.

## جمعیت
این روستا در دهستان کبوترخان قرار دارد و براساس سرشماری مرکز آمار ایران در سال ۱۳۸۵، جمعیت آن ۸۳۹ نفر (۱۸۴خانوار) بوده‌است.